# Жульжик Світлана Олександрівна
Світлана Олександрівна Жульжик (нар. 19 липня 2002) — українська легкоатлетка, яка спеціалізується в бігу на середні дистанції, чемпіонка України.
На національних змаганнях представляє Рівненську область.
Тренується в Рівненській обласній спеціалізованій ДЮСШ олімпійського резерву під керівництвом Тетяни Фінчук.

## Основні міжнародні виступи
| Рік  | Змагання                      | Місто        | Місце | Дисципліна | Примітки |
| ---- | ----------------------------- | ------------ | ----- | ---------- | -------- |
| 2018 | Чемпіонат Європи серед юнаків | Дьєр         | 7     | 800 м      |          |
| 2018 | Юнацькі Олімпійські ігри      | Буенос-Айрес | 6     | 800 м      |          |
| 2021 | Чемпіонат Європи в приміщенні | Торунь       | 3заб5 | 800 м      | [ 2 ]    |

## Визнання
- Переможниця в номінації «Зірка, яка сходить» Федерації легкої атлетики України (2021)[3]